# Analiza podataka
Analiza podataka (engl. data analysis) relativno je mlado i interdisciplinarno polje informatike, koje se bavi otkrivanjem novih obrazaca u velikim skupovima podataka. Ona koristi metode koji su u preseku veštačke inteligencije, mašinskog učenja, statistike, i sistema baza podataka. Sveukupni cilj analize podataka je ekstrakcija znanja iz postojećih podataka i trasformacija u oblik podesan za dalju upotrebu. Treba imati u vidu da je rudarenje podataka (engl. data mining) samo jedna od tehnika analize podataka koja se oslanja na modelovanje i otkrivanje znanja za prediktivne, a ne čisto deskriptivne svrhe, dok poslovna inteligencija (engl. business intelligence) obuhvata analizu podataka koja se u velikoj meri oslanja na agregaciju, fokusirajući se uglavnom na poslovne informacije.

## Literatura
- Cabena, Peter, Pablo Hadjnian, Rolf Stadler, Jaap Verhees and Alessandro Zanasi (1997). Discovering Data Mining: From Concept to Implementation. Prentice Hall. ISBN 978-0-13-743980-5.,. .
- Feldman, Ronen and James Sanger (2007). The Text Mining Handbook. Cambridge University Press. ISBN 978-0-521-83657-9.
- Guo, Yike and Robert Grossman,itors, ур. (1999). High Performance Data Mining: Scaling Algorithms, Applications and Systems. Kluwer Academic Publishers..
- Hastie Trevor, Robert Tibshirani and Jerome Friedman (2001). The Elements of Statistical Learning: Data Mining, Inference, and Prediction. Springer. ISBN 978-0-387-95284-0.,. .
- Liu, Bing (2007). Web Data Mining: Exploring Hyperlinks, Contents and Usage Data. Springer Verlag. ISBN 978-3-540-37881-5.,. .
- Murphy, Chris (16. 5. 2011). „Is Data Mining Free Speech?”. InformationWeek. UBM plc: 12.
- Nisbet, Robert, John Elder, Gary Miner (2009). Handbook of Statistical Analysis & Data Mining Applications. Academic Press/ Elsevier. ISBN 978-0-12-374765-5.
- Poncelet, Pascal, Florent Masseglia and Maguelonne Teisseire, ур. (2007). „Data Mining Patterns: New Methods and Applications”. Information Science Reference. ISBN 978-1-59904-162-9..
- Pang-Ning Tan, Michael Steinbach and Vipin Kumar (2005). Introduction to Data Mining. ISBN 978-0-321-32136-7.
- Sergios Theodoridis, Konstantinos Koutroumbas (2009). Pattern Recognition (4th изд.). Academic Press. ISBN 978-1-59749-272-0.
- Weiss and Indurkhya. Predictive Data Mining. Morgan Kaufmann.
- Witten, Ian H.; Frank, Eibe; Hall, Mark A. (2011). Data Mining: Practical Machine Learning Tools and Techniques (3 изд.). Elsevier. ISBN 978-0-12-374856-0. (See also Free Weka software.)
- Ye, N (2003). The Handbook of Data Mining. Mahwah, New Jersey: Lawrence Erlbaum.

## Spoljašnje veze
- Analiza podataka na veb-sajtu  (језик: енглески)